# Ivan de Haro
Ivan de Haro (* 19. April 1971) ist ein gibraltarischer Badmintonspieler.

## Karriere
Ivan de Haro gewann von 1989 bis 2009 fast 50 nationale Titel in Gibraltar. Er nahm des Weiteren an mehreren Island Games teil. Auch bei den Gibraltar International war er mehrfach erfolgreich.

## Sportliche Erfolge
| Saison | Veranstaltung                    | Disziplin    | Platz | Name                              |
| ------ | -------------------------------- | ------------ | ----- | --------------------------------- |
| 1989   | Gibraltar International          | Mixed        | 1     | Ivan de Haro / Melissa Camilleri  |
| 1989   | Gibraltar International          | Herrendoppel | 1     | Ivan de Haro / Chris Gomez        |
| 1989   | Gibraltar: Einzelmeisterschaften | Herrendoppel | 1     | Ivan de Haro / Chris Gomez        |
| 1989   | Gibraltar: Einzelmeisterschaften | Herreneinzel | 1     | Ivan de Haro                      |
| 1989   | Gibraltar: Einzelmeisterschaften | Mixed        | 1     | Ivan de Haro / Melissa Camilleri  |
| 1990   | Gibraltar: Einzelmeisterschaften | Herrendoppel | 1     | Ivan de Haro / Chris Gomez        |
| 1990   | Gibraltar: Einzelmeisterschaften | Herreneinzel | 1     | Ivan de Haro                      |
| 1990   | Gibraltar: Einzelmeisterschaften | Mixed        | 1     | Ivan de Haro / Melissa Camilleri  |
| 1991   | Gibraltar: Einzelmeisterschaften | Herrendoppel | 1     | Ivan de Haro / Chris Gomez        |
| 1991   | Gibraltar: Einzelmeisterschaften | Herreneinzel | 1     | Ivan de Haro                      |
| 1991   | Gibraltar: Einzelmeisterschaften | Mixed        | 1     | Ivan de Haro / Melissa Camilleri  |
| 1992   | Gibraltar: Einzelmeisterschaften | Mixed        | 1     | Ivan de Haro / Melissa Camilleri  |
| 1992   | Gibraltar: Einzelmeisterschaften | Herrendoppel | 1     | Ivan de Haro / Chris Gomez        |
| 1992   | Gibraltar: Einzelmeisterschaften | Herreneinzel | 1     | Ivan de Haro                      |
| 1994   | Gibraltar International          | Mixed        | 1     | Ivan de Haro / Jasmine Reyes      |
| 1994   | Gibraltar: Einzelmeisterschaften | Mixed        | 1     | Ivan de Haro / Melissa Sene       |
| 1994   | Gibraltar International          | Herreneinzel | 1     | Ivan de Haro                      |
| 1995   | Gibraltar: Einzelmeisterschaften | Mixed        | 1     | Ivan de Haro / Jasmine Reyes      |
| 1995   | Gibraltar: Einzelmeisterschaften | Herreneinzel | 1     | Ivan de Haro                      |
| 1996   | Gibraltar: Einzelmeisterschaften | Herrendoppel | 1     | Ivan de Haro / Chris Gomez        |
| 1996   | Gibraltar: Einzelmeisterschaften | Herreneinzel | 1     | Ivan de Haro                      |
| 1996   | Gibraltar: Einzelmeisterschaften | Mixed        | 1     | Ivan de Haro / Rachel Estella     |
| 1997   | Gibraltar: Einzelmeisterschaften | Herrendoppel | 1     | Ivan de Haro / Francis Viales     |
| 1997   | Gibraltar: Einzelmeisterschaften | Herreneinzel | 1     | Ivan de Haro                      |
| 1998   | Gibraltar: Einzelmeisterschaften | Herreneinzel | 1     | Ivan de Haro                      |
| 1998   | Gibraltar: Einzelmeisterschaften | Herrendoppel | 1     | Ivan de Haro / David Chevasco     |
| 1998   | Gibraltar: Einzelmeisterschaften | Mixed        | 1     | Ivan de Haro / Kate Kelly         |
| 1999   | Gibraltar: Einzelmeisterschaften | Herreneinzel | 1     | Ivan de Haro                      |
| 1999   | Gibraltar: Einzelmeisterschaften | Herrendoppel | 1     | Ivan de Haro / Robert Brooks      |
| 1999   | Gibraltar: Einzelmeisterschaften | Mixed        | 1     | Ivan de Haro / Jasmine Reyes      |
| 2000   | Gibraltar: Einzelmeisterschaften | Mixed        | 1     | Ivan de Haro / Elizabeth Nuza     |
| 2000   | Gibraltar: Einzelmeisterschaften | Herreneinzel | 1     | Ivan de Haro                      |
| 2000   | Gibraltar: Einzelmeisterschaften | Herrendoppel | 1     | Ivan de Haro / Robert Brooks      |
| 2001   | Gibraltar: Einzelmeisterschaften | Herrendoppel | 1     | Ivan de Haro / Robert Brooks      |
| 2001   | Gibraltar: Einzelmeisterschaften | Herreneinzel | 1     | Ivan de Haro                      |
| 2001   | Gibraltar: Einzelmeisterschaften | Mixed        | 1     | Ivan de Haro / Elizabeth Nuza     |
| 2002   | Gibraltar: Einzelmeisterschaften | Herrendoppel | 1     | Ivan de Haro / Gavin Vinales      |
| 2002   | Gibraltar: Einzelmeisterschaften | Herreneinzel | 1     | Ivan de Haro                      |
| 2002   | Gibraltar: Einzelmeisterschaften | Mixed        | 1     | Ivan de Haro / Linda Alvarez      |
| 2003   | Gibraltar: Einzelmeisterschaften | Herrendoppel | 1     | Ivan de Haro / Gavin Vinales      |
| 2003   | Gibraltar: Einzelmeisterschaften | Herreneinzel | 1     | Ivan de Haro                      |
| 2003   | Gibraltar: Einzelmeisterschaften | Mixed        | 1     | Ivan de Haro / Linda Alvarez      |
| 2004   | Gibraltar: Einzelmeisterschaften | Herrendoppel | 1     | Ivan de Haro / Chris Allan        |
| 2004   | Gibraltar: Einzelmeisterschaften | Herreneinzel | 1     | Ivan de Haro                      |
| 2005   | Gibraltar: Einzelmeisterschaften | Mixed        | 1     | Ivan de Haro / Samantha Murchison |
| 2006   | Gibraltar: Einzelmeisterschaften | Herrendoppel | 1     | Ivan de Haro / Chris Allan        |
| 2006   | Gibraltar: Einzelmeisterschaften | Herreneinzel | 1     | Ivan de Haro                      |
| 2007   | Gibraltar: Einzelmeisterschaften | Herrendoppel | 1     | Ivan de Haro / Chris Allan        |
| 2007   | Gibraltar: Einzelmeisterschaften | Herreneinzel | 1     | Ivan de Haro                      |
| 2007   | Gibraltar: Einzelmeisterschaften | Mixed        | 1     | Ivan de Haro / Samantha Murchison |
| 2008   | Gibraltar: Einzelmeisterschaften | Herrendoppel | 1     | Ivan de Haro / Chris Allan        |
| 2008   | Gibraltar: Einzelmeisterschaften | Herreneinzel | 1     | Ivan de Haro                      |
| 2008   | Gibraltar: Einzelmeisterschaften | Mixed        | 1     | Ivan de Haro / Samantha Murchison |
| 2009   | Gibraltar: Einzelmeisterschaften | Herrendoppel | 1     | Ivan de Haro / Chris Allan        |